# 鵪鶉冠狀病毒HKU30
鵪鶉冠狀病毒HKU30（Quail coronavirus UAE-HKU30，QuaCoV UAE-HKU30）是丁型冠狀病毒屬的一種病毒，在阿拉伯聯合大公國杜拜的鵪鶉糞便樣本中發現，於2018年由香港大學研究團隊發表。此病毒與豬丁型冠狀病毒（PdCV）和麻雀冠狀病毒HKU17（SpCoV HKU17）的複製酶保守區域的胺基酸序列相似度高於90%，顯示三種病毒應為同一物種的不同亞種。

## 基因組
鵪鶉冠狀病毒HKU30的基因組約長25900nt，編碼冠狀病毒皆有的複製酶（1ab）以及刺突蛋白（S）、外膜蛋白（E）、膜蛋白（M）與衣殼蛋白（N）等四種結構蛋白，另有6、7a、7b與7c等四個開放閱讀框編碼輔助蛋白，其基因順序為1ab-S-E-M-6-N-7a-7b-7c，其中7a位於衣殼蛋白的開放閱讀框內，7b與7c則位於其下游（即基因組的最3端）。
此病毒雖與豬丁型冠狀病毒和麻雀冠狀病毒HKU17關係密切，但其刺突蛋白的序列與文鳥冠狀病毒HKU13（MuCoV HKU13）的較為接近，可能是前述兩病毒與後者發生重組的產物。